# Jose Boves
José Tomás de Boves y de la Iglesia (znany jako El Taita, Lew Llanos, Głuszec, Bestia na koniu, ur. 18 września 1782 w Oviedo, Asturia, zm. 5 grudnia 1814 w Urica, Wenezuela) – Rojalistyczny dowódca (caudillo) Legionów Piekła (llaneros), walczących przeciw Simónowi Bolívarowi w wojnie domowej o niepodległość Wenezueli w XIX wieku.
Simón Bolívar nazwał go „Biczem Bożym”. Według niego około 80 000 osób zginęło w wyniku jego kampanii. Odpowiedzialny za liczne masakry wśród ludności zdobytych miast. Na przykład w czasie bitwy pod Arguą. Zadał wiele klęsk wojskom Bolivara a jego działalność była główną przyczyną upadku II Republiki Wenezueli. Nigdy nie rządził krajem. Zginął w bitwie pod Urica.